# Матвієнко Володимир Миколайович
Володимир Миколайович Матвієнко (нар. 22 січня 1970, місто Богуслав, Київська область) — український економіко-географ, кандидат географічних наук, доцент Київського національного університету імені Тараса Шевченка.

## Біографія
Народився 22 січня 1970 року в Богуславі Київської області. Закінчив 1996 року географічний факультет Київського університету. У Київському університет працює з 1999 року інженером, з 2000 року асистентом, з 2004 року доцент кафедри економічної та соціальної географії, з 2003 року заступник декана із заочної форми навчання. Кандидатська дисертація «Теоретичні аспекти української економічної і соціальної географії» захищена у 2001 році. Захоплюється більярдом.

## Наукові праці
Фахівець у галузі історії географічної науки, історії суспільної географії, розміщення продуктивних сил, регіональної економічної та соціальної географії, організації наукових досліджень. Автор 40 наукових праць, у тому числі одного навчального посібника. 
Основні праці:
- Етапи і напрями формування української суспільно-географічної думки. — Тернопіль, 2000.
- Туристичне країнознавство: країни лідери туризму. — К., 2008.